# دانشگاه مونپلیه
دانشگاه مونپلیه (به فرانسوی: Université de Montpellier) یکی از دانشگاه‌های کشور فرانسه در شهر مونپلیه است. این دانشگاه از سال ۶۶۸ (۱۲۸۹ میلادی) تا سال ۱۳۴۹ (۱۹۷۰ میلادی) با عنوان دانشگاه مونپلیه فعالیت می‌کرد. پس از آن به سه دانشگاه تقسیم شد اما در سال ٢٠١۵ دوباره سه دانشگاه با هم تلفیق شدند و به عنوان دانشگاهی واحد به فعالیت ادامه دادند.
دانشگاه مونپلیه از قدیمی‌ترین دانشگاه‌های جهان و از معتبرترین دانشگاه‌های اروپا به شمار می‌رود. 